# Operation Light
1941

Versenkung der Force Z 
1942

C –
Ironclad 
1944

Diplomat –
Cockpit –
Transom –
Councillor –
Pedal –
Crimson –
Banquet –
Light –
Millet –
Outflank –

ab 22. Nov. als British Pacific Fleet Robson 
1945

Lentil –
Meridian –
Suffice –
Stacey –
Transport –
Onboard –
Penzance –
Passbook –
Sunfish –
Bishop –
Dukedom –
Mitre –
Irregular –
Balsam –
Bedlam Green –
Collie –
Livery –
Jurist –
Tiderace
Die Operation Light war ein britischer, trägergestützter Luftangriff auf Sigli im nördlichen Teil der Insel Sumatra im von Japan besetzten Niederländisch-Ostindien und eine Reihe von Fotoaufklärungsflügen über der Inselgruppe der Nikobaren während des Pazifikkriegs im Zweiten Weltkrieg.
Admiral Bruce Fraser, Oberbefehlshaber der Eastern Fleet, stellte für die Operation Light die Force 63 zusammen. Sie bestand aus den beiden Flugzeugträgern Indomitable und Victorious unter Konteradmiral Clement Moody. Deckung fuhren das Schlachtschiff Howe, die Schweren Kreuzer London und Cumberland, der Leichte Kreuzer Kenya und die Zerstörer Rapid, Redoubt, Racehorse, Relentless, Raider, Rocket und Rotherham.
Es war vorgesehen, dass die Operation Light mit den amerikanischen Operationen Tradewind, der Landung auf Morotai und Stalemate II, der Landung auf Peleliu, zusammenfällt. Die Operation war Admiral Frasers erste Kampferfahrung im Fernen Osten, nachdem er Admiral Somerville im August 1944 abgelöst hatte.
Die Force 63 stieß am 14. September 1944 in See um die beiden Teiloperationen Light A und B auszuführen. Light A war für den 17. September vorgesehen. Es sollte ein Überflug japanisch besetzter Flugplätze in der Gegend von Medan und Belawan Deli stattfinden, sowie eine fotografische Untersuchung der Bucht von Aru. Light B sollte am 18. September ein Luftangriff auf Eisenbahnanlagen in Sigli auf Sumatra sein.

## Light A
Am 17. September herrschte schlechtes Wetter mit starkem Nieselregen, daher mussten viele Flüge abgesagt werden.

## Light B
Die Operation am nächsten Tag war kein großer Erfolg. Beide Flugzeugträger starteten je zehn Barracudas. Zur Deckung flogen acht Hellcats und 16 Corsairs mit. Bis alle Einsatzkräfte in der Luft waren, dauerte es 40 Minuten. Dies lag zum einen daran, dass die Indomitable zu viele ihrer Kampfflugzeuge für die herrschenden Windverhältnisse auf dem Flugdeck platziert hatte. Daher mussten zuerst einige Flugzeuge in den Hangar zurückgebracht werden, um ausreichend Platz an Deck zu schaffen, um dann bei entsprechend guten Windverhältnissen erneut den Startvorgang zu beginnen. Anschließend wurden die unter Deck stehenden Maschinen wieder auf das Flugdeck gebracht und der Startvorgang erneut eingeleitet. Zudem stürzte eine Barracuda unmittelbar nach dem Start ins Wasser. Zum anderen konnte die Victorious aufgrund technischer Ineffizienzen insgesamt nur 22 Flugzeuge starten.
Die vorgesehenen Hauptziele in Sigli konnten zwar getroffen werden, jedoch wurden mehrere der sekundären Ziele verfehlt. Die Deckung fliegenden  Corsairs hatten auch ihre Position aufgegeben, um Bodenziele zu beschießen. Zudem hatten mehrere Piloten versehentlich ihre Funksender eingeschaltet gelassen, wodurch die gesamte Kommunikation mit den Flugführern und den Flugzeugträgern gestört wurde.

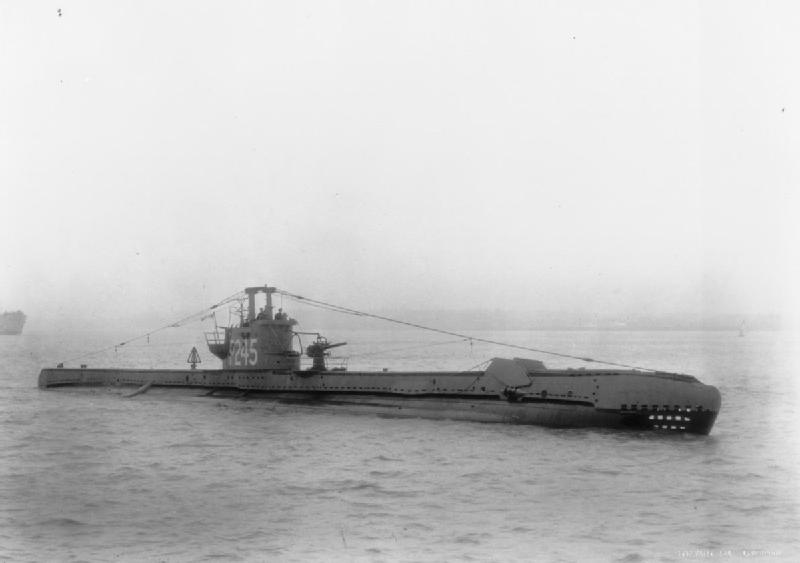
Das britische U-Boot Spirit

Die zwei Aufklärungs-Hellcats der Indomitable wurden auf einen alternativen Aufklärungsflug geschickt, um Teile von Nordsumatra und den Nikobaren zu fotografieren, da dies am Vortag nicht gelungen war. Dabei kam es zu einem Zwischenfall. Das U-Boot Spirit, das als Rettungsschiff für gewasserte Flugzeuge fungierte, war bei dem Versuch aufgetaucht, die Besatzung einer abgestürzten Barracuda zu retten. Dabei wurde sie von den anfliegenden Aufklärungsflugzeugen beschossen.
Die Force 63 zog sich am 19. September wieder nach Ceylon zurück.